# Ludoteka
Ludoteka (łac. ludus – zabawa, gr. θήκη thēkē – zbiornik) lub biblioteka zabawkowa (ang. toy library) – instytucja kultury zajmująca się gromadzeniem, przechowywaniem i udostępnianiem gier i zabawek. 

## Historia
Pierwszą ludotekę utworzono w 1935 roku w Stanach Zjednoczonych. W Europie ludoteki zaczęły pojawiać się w latach 50. XX wieku, a ich największy rozwój nastąpił w latach 70. i 80. 
W 1990 roku założone zostało International Toy Library Association będące stowarzyszeniem zrzeszającym istniejące na całym świecie ludoteki. 

## Funkcjonowanie
Ludoteki mogą prowadzić działalność polegającą na wypożyczaniu swoich zbiorów bądź organizowaniu sesji gier i zabaw na miejscu. Istnieją także ludoteki mobilne przewożące swoje zbiory i udostępniające je w różnych miejscach.
Celem istnienia ludotek jest zapewnienie ich użytkownikom dostępu do zabawy i edukacji. Misją ludotek jest także stworzenie bezpiecznego środowiska do zabawy oraz jej promocja jako zjawiska korzystnego społecznie. 